# イオントップバリュ
イオントップバリュ株式会社（英：AEON TOPVALU CO., LTD.）は、千葉県千葉市美浜区の幕張新都心に本社を置く、イオングループのプライベートブランド（PB）「トップバリュ」シリーズの開発を行っている会社である。

## 概要
現在の法人は、輸出入事業を行っていたアイクが旧・イオントップバリュ株式会社を合併して商号変更した（逆さ合併）ものである。合併前についてはアイクを参照のこと。
イオングループのPB商品開発事業は、元はイオン株式会社が直営で行っていた。
イオングループはジャスコ（現在のイオン）を展開するとともに、マイカルなどの小売業者を傘下に収め、これらの小売業者もトップバリュ製品を扱うようになった。
さらに、2007年のダイエーおよび丸紅との資本業務提携でプライベートブランドの共同開発が提携項目に盛り込まれたことが追い風となり、イオン株式会社から当該事業を旧・イオントップバリュ株式会社に分離、同年8月21日に発足した。ダイエーはそれまで自社独自PB「セービング」を持ち、低価格路線を押し出したPB商品を展開していた。イオン・丸紅との提携により砂糖など一部を除き「セービング」は廃止され、ダイエーでもトップバリュ商品を取扱うようになり、トップバリュで代替できないものは「ダイエー開発商品」などに名称変更した。なお、セイブ（茨城県、同じくイオングループのカスミとも業務提携）・東武（北海道、東武グループとは無関係）など、ごく一部の元ダイエーグループ店舗でも、「セービング」を発売していた名残からトップバリュの商品を扱う店舗が存在する。
また、2023年9月1日からはフジ・リテイリングでも前日をもって取り扱いを終了した「Style ONE」・「Prime One」に替わって導入された。
トップバリュ商品に記載されている販売元の名義はイオン株式会社になっている。なお、一部製品（乳製品・酒類など、法令上製造・輸入者の記載が義務づけられているもの）を除き「販売者：イオン株式会社」のみとなっているのは、販売はもちろん、製品の企画・設計段階からグループ店舗への配送、トップバリュ製品の問い合わせ対応までイオンが一手に行い、委託製造先が関わるのは製造工程のみとなるためである。ただし、委託製造先については、製造所固有記号検索システム により、商品パッケージに記載されている製造所固有記号（A○○やJ○○などのアルファベット一文字と数字の組み合わせ）を検索することで特定できる。
2009年12月で生産終了した第三のビール「麦の薫り」および、「麦の薫り」の実質的な後継商品として2010年6月より販売を開始した「バーリアル」の販売者の名義はイオントップバリュ株式会社となっている。また、2010年度よりトップバリュのアパレル製品については販売者がグループ会社のトップバリュコレクション株式会社となっている。
商品の生産は、国内企業や中国・韓国等の外国企業との共同企画および委託生産である。「バーリアル」は韓国のハイトビールへの委託となっていたが 、2018年6月のリニューアルでキリンビールに変更された。
外国企業で委託生産された食品の輸入者は、合併前のアイクの流れでイオントップバリュ名義となっている。

## プライベートブランド
現在、プライベートブランドとして、「トップバリュ」（TOPVALU）シリーズを開発し、イオングループ各小売業者を通じての卸販売を展開している。
グループ会社の株式会社生活品質科学研究所やアイク株式会社との連携のもと、全商品とも当社が開発・販売している。なお、2008年5月27日から発売を開始した家電製品については、当初、業務提携した三洋電機との共同開発品であったが、現在は別の委託製造先に切り替わっている。また、2009年7月24日から発売していた新ジャンル（第三のビール）「麦の薫り」はサントリーホールディングスとの共同開発品で、製品にはサントリーのコーポレートロゴも入っており、製造はサントリー酒類（現・サントリー（2代目））が担当していた。
親会社のイオン株式会社は、ジャスコ株式会社時代の1974年に発売したカップ麺「ジェーカップ」を皮切りに、「ジェーフード」（食料品）など、様々なプライベートブランドを展開していた。
その中の一つとして1994年9月1日に統一ブランドとして導入した「トップバリュー」に集約されていく。1994年のスタート当初は「トップバリュー」で、ロゴマークも現在とは異なっていた。2000年3月に「トップバリュ」に改称しロゴマークもリニューアルされた。そして「トップバリュ」の中で様々なサブブランドを新たにシリーズ展開するようになっていった。
総合スーパーのイオンのみならず、マックスバリュ、ザ・ビッグ、ミニストップなど、他のイオングループの店舗やハピコム参加企業でも販売されている。また、他のプライベートブランドと並行してダイエー、マルエツ、いなげや、マルナカグループ等、またイオングループ外のセイブでも販売している。
海外でも、関連会社のイオントップバリュ（タイランド）やAEON TOPVALU MALAYSIA SDN. BHD.を通じて、ベトナム、カンボジア、マレーシアにあるイオン各店で販売されている。ベトナムやカンボジア向け製品には住友化学と共同開発した蚊帳「オリセットネット」をラインナップしている。
マレーシア向けの製品ではイスラム教徒が多い同国の宗教事情から、食料品に関してはハラール認証を受けている。一部製品は、日本国内の店舗でも販売されるようになった。
食料品に関しては遺伝子組み換え食品やアレルギー物質の情報開示も徹底されている。遺伝子組み換え食品はJAS法では任意表示となっている項目も含めすべて義務表示としている。アレルギー物質は義務表示7品目と推奨表示18品目の計25品目を表示するとともに、原材料ごとにアレルギー物質を表示している。アレルギー物質を含む製品には食品表示法に対応した注意を表示し、さらに乳製品の一部には義務表示7品目を「使用しているアレルギー物質」としてパッケージ正面に表示している。
2014年2月にプライベートブランド誕生40周年を迎えるのを機に、「トップバリュ」の全面刷新を行い、「トップバリュ 共環宣言」「トップバリュ プレミアム」「トップバリュ レディーミール」「トップバリュ ヘルシーアイ」の4ブランドとすることになった。
新パッケージデザインは同年1月15日に発売された製品の一部から導入され、「トップバリュ ベストプライス」「トップバリュ セレクト」「トップバリュ グリーンアイ」の一部製品も同じパッケージデザインとなる。2015年3月発売品からマイナーチェンジが行われ、「AEON」ロゴの下に「トップバリュリボン」を配した新デザインとなった。その一方で、同時に増えすぎた既存アイテムを2015年度中に4割弱を削減。価格訴求を過度に重視してきた結果、消費者から「つまらないPB」と評価されブランドイメージが悪化して、売り場の魅力も衰え、客離れの一因となっていた。そのため、収益貢献度の低いものや評判が劣るものなどを中心に、ラインナップから削除することになった。
2016年2月に発売された「本格欧風カレー」「本格インド風カレー」から、「AEON」ロゴや「トップバリュリボン」を廃止し、「トップバリュ」ロゴのみを配して商品特性により異なる新デザインとなり、以降に発売・リニューアルした製品から順次、新デザインとなっている。
同年11月には加工食品において、特定原材料7品目を使用しない製品や、特定の添加物（合成着色料・合成保存料・化学調味料（アミノ酸・核酸）など）や原材料に配慮した製品を発売した。従来は購入できる機会が限られていた製品を「トップバリュ」として企画・開発し、イオングループが持つ巨大な販売網を活用することで、購入できる機会を増やす取り組みも行われている。
かつては製造企業名を表示しておらず（製造所固有記号は食品表示内の販売元であるイオンの右側に明記してあり、公式サイト上の検索システムで特定が可能）、明記するセブン&アイ・ホールディングスのPB「セブンプレミアム」と対照的であったが、2019年3月頃から製造企業名を記載したトップバリュ商品が店頭に並ぶようになった。これは食品表示法の2020年4月完全施行に向けた対応との分析がある。

### トップバリュ
「確かな品質、この安さ」をキャッチフレーズに展開されている衣食住ブランド。ジャスコ誕生25周年にあたる1994年に「トップバリュー」として導入され、「ジャスカフェ」「ジェーフード」、紳士カジュアル衣料の「ガニー」、ホームファニシングの「ホームコーディ」など複数に分かれていたブランドを統一した（「ホームコーディ」については詳細後述）。
発足から約6年が経過した2000年3月に「トップバリュ」に改め、ロゴマークが現行の2代目となった。リニューアル当初では製品ごとにロゴマークの背景色が色分けされていたが、2004年9月のリニューアルにより、ロゴマーク・製品名の背景色としてアクセントカラーのグレーを用い、パッケージデザインが統一されていた。その後、商品特性が分かるようにロゴマークをパッケージの中央上部に移動され、ロゴマークの背景色をグレーにするデザインとなっていた。2010年8月にリニューアル発売された烏龍茶2L・緑茶2Lからは、ロゴマーク周りの背景色を白に変更し、その下に赤の弧線が描かれたデザインに変更され、これまで「TOPVALU」のロゴタイプのみを用いることが多かった化粧品・生活雑貨・衣料品もこのデザインに順次変更された。2011年ごろからは生鮮食品や惣菜・弁当にもラインナップを拡大している。
また、2014年2月の全面刷新に伴って、これまで展開していた環境配慮型ブランドの「トップバリュ 共環宣言」、調理済み加工食品（冷凍食品・チルド惣菜）ブランドの「トップバリュ レディーミール」、健康志向型ブランドの「トップバリュ ヘルシーアイ」の3ブランドに関しては、新製品の発売や製品のリニューアル・パッケージ変更のタイミングで順次「トップバリュ」へ移行されている。新仕様品ではロゴマークの背景色を2代目ロゴマークに移行してから長らく使用してきた旧ジャスコと同じローズレッドから、イオンのコーポレートカラーと同じマゼンタに変更している。
同年4月にはこれまで季節に応じて「COOLISHFACT（クーリッシュファクト）」や「HEATFACT（ヒートファクト）」で展開していた機能性製品（インナー類や毛布・カーペットなど）を「PEACEFIT（ピースフィット）」に改名し、同年10月には秋冬向け製品も同じ「PEACEFIT」に統一された。2015年3月には家電製品のラインナップにプロダクトデザインユニット「印デザイン」が手掛けたデザイン家電シリーズを加え、発売開始。
2016年11月には特定原材料7品目（卵・乳・小麦・落花生・そば・えび・かに）を不使用（特定原材料7品目の混入防止のため、隔離された専用の区域や専用器具で製造されている）とした加工食品シリーズ「やさしごはん」を発売した。
2017年3月には、イオングループのコンビニエンスストアであるミニストップが中心となって企画・開発したサンドイッチを発売した。
2019年5月にはプライベートブランドのヨーグルトで日本初となる機能性表示食品「ビフィズスプレーンヨーグルト」「ビフィズスプレーンヨーグルト低脂肪」を発売。
2020年10月には、原材料を植物性に置き換えた食品の新シリーズとして「Vegetive（ベジティブ）」の展開を開始し、日本国内のプライベートブランドで初となるベンザルコニウム塩化物を有効成分として配合した「消毒ハンドジェル【指定医薬部外品】」が発売された。

### ベストプライス by TOPVALU
旧「トップバリュ ベストプライス」
「トップバリュ」より廉価を目指したベーシックな商品群。名称にある「ベストプライス」とは、イオングループが以前展開していた期間限定特売で、ナショナルブランドの製品から厳選したものを通常の店頭価格より安く提供しているが、もともとはこの「ベストプライス」のラインナップを補う為に開発した製品群として「ベストプライスbyトップバリュ」を立ち上げた。2009年4月からは食料品や日用品を中心にラインナップを拡大するとともに、新デザインのパッケージが採用された。パッケージには「"安さ"のポイント」として安い理由を明記し、消費者にわかりやすい配慮がなされている。2012年3月から他のトップバリュと同じデザインのロゴマーク（ロゴマークの背景色は黄色、文字色は黒を採用）に統一して名称を変更した。2014年2月の全面刷新に伴って、淡いクリーム色を基調に、ロゴマークに合わせて中央の「トップバリュリボン」にイエローを採用したパッケージデザインとなった。
また、発売当初「トップバリュ」として発売されていた一部の製品はリニューアルのタイミングで「トップバリュ ベストプライス」へ移行されている。
2023年にブランド体系が再構築され、名称が「ベストプライス by TOPVALU」へと変更、ロゴマークは黄色の丸を組み合わせた独自のものへ変更された。

### トップバリュ セレクト
トップバリュの中でも特に素材・産地・製法・機能にこだわった高品質ブランド。ロゴマークは背景色が黒、文字色が金色になる他、上部に記載の「QUALITY AND TRUST」が「PREMIUM」に、その下の星のデザインも異なる。また、ロゴマークと製品名の背景は金色を用いており、ほとんどの製品は製品名が手書き風に表示されていた。
2014年2月の全面刷新に伴って、パッケージ上部を黒に、中央の「トップバリュリボン」のリボン部に金を採用したパッケージデザインとなり、製品名のフォントを「トップバリュ」や「トップバリュ グリーンアイ」と同じフォントに統一した（ただし、あんパンの「あんでござる」・クリームパンの「かすたーどくりーむでござる」は例外として従来通り手書き風のフォントとなる）。
同年9月にはプライベートブランドで初めてとなるライン（肌悩み別）型ビューティーケアシリーズ「GLAMATICAL（グラマティカル）」を発売。2015年3月には日本国内のプライベートブランドで初めてとなる「ギリシャヨーグルト」を発売。特に、脂肪ゼロ・プレーンタイプのギリシャヨーグルトは当時、ナショナルブランドでも存在しなかった日本初の製品であった。
また、本ブランドに関しては2015年春から「お客さま満足度80%以上の評価をいただいた商品のみを発売する」という新たな基準を設け、高満足度に重点を置いたブランドへと移行し、同年11月より新基準を適用したリニューアル品の発売を順次開始した。これにより、「ギリシャヨーグルト」は2016年3月の新フレーバー発売と既存フレーバーのパッケージリニューアルに伴って「トップバリュ」へ移行し、一部の製品も「トップバリュ」へ移行されている。

### トップバリュ グリーンアイ
農薬・化学肥料・抗生物質・合成添加物の使用を抑えて生産された農・水・蓄産物とそれらを原料にした加工食品のブランド。1993年2月から農産物を中心とした独自ブランドとして展開していたが、2000年5月に「トップバリュ」のサブブランドとなった事で取扱範囲が水産・畜産物及び加工食品にまで拡大した。ロゴマークは緑、製品名の背景色は濃い緑である。
2014年2月の全面刷新に伴って、パステルグリーンを基調に、ロゴマークに合わせて中央の「トップバリュリボン」にグリーンを採用したパッケージデザインとなった。同年10月には従来から展開している有機加工食品を順次新ラインの「トップバリュ グリーンアイ オーガニックシリーズ」に移行した。新たに発売された製品を含めると120品目となり、国内大手小売業のプライベートブランドでは最大規模の展開となる。
2015年6月にはマルハニチロとの協力により、日本国内でのプライベートブランドで初となる完全養殖（人工ふ化した魚を親として受精卵をとり、そこから次の世代を育てる天然資源に依存しないサイクルを確立する養殖）の本まぐろ「トップバリュ グリーンアイ 奄美うまれ生本まぐろ」を発売した。
2016年11月には、ブランドの再構築を行い、再構築に合わせて刷新した有機加工食品ライン「トップバリュ グリーンアイ オーガニック」に、タスマニアビーフやMSC認証・ASC認証の魚など、化学合成された薬品や飼料の使用を限りなく抑えて生産・飼育開発した生鮮食品ライン「トップバリュ グリーンアイ ナチュラル」、添加物や原材料の中の109種類に配慮（化学調味料無添加など）した加工食品等のライン「トップバリュ グリーンアイ フリーフロム」を加えた3ラインに再編。その際、「グリーンアイ」のロゴも変更された。
2017年3月には、「トップバリュ グリーンアイ フリーフロム」に合成香料・合成色素・鉱物油・パラベン・シリコーン・エタノール・硫酸系界面活性剤不使用のシャンプー、コンディショナー、泡ボディソープ、泡洗顔フォーム、洗顔石鹸及び合成香料・合成色素・パラベン・鉱物油・蛍光増白剤不使用設計の衣類用液体洗剤を発売した。日用消耗品の分野にも拡大。
2018年8月には、「トップバリュ グリーンアイ オーガニック」に「トップバリュ」で初となる国際オーガニック認証「エコサートコスモスオーガニック」を取得したスキンケアシリーズ「ジーオ オーガニック」を発売した。化粧品の分野にも拡大。
2022年には「トップバリュ グリーンアイ フリーフロム」を順次メインブランドの「トップバリュ」へ移管され、「トップバリュ フリーフロム」へ改めた。

### トップバリュ コレクション
カジュアルウェアのアパレルブランド。トップバリュコレクション株式会社がSPA（製造小売業）モデルを導入し、商品の企画・製造から販売までを一貫して行っている。着たくなる毎日。「あ、それ、いいね。」そんないいねのいっぱい詰まった服をお届けしますをスローガンに展開している。基本的にイオン内の衣料品売り場である「イオンスタイルストア」内で専門の売り場を設けている。

### トップバリュ ホームコーディ
ホームファニシングのブランドで、2018年からは家電も展開している。ロゴマークの色は紺色で、トップバリュのロゴの下に「HÓME CÓORDY」と記載される。
「ホームコーディ」のブランドは1985年より展開されていたものの、一度消滅していた。その後、2016年より「イオンスタイル」店舗への「ホームコーディ」店舗設置やオンラインストアの開設といった形でブランド名の利用を再開、2017年には商品ブランドとしての展開や単独店としての出店（三宮オーパ2に出店、店舗運営はイオンリテール、2023年2月28日閉店）も開始されている。

#### 広報資料・プレスリリースなど一次資料
1. 1 2  『イオン、ハラル食品の常時取り扱いをスタート！』（PDF）（プレスリリース）イオン、イオンリテール（2社連名）、2015年9月24日。2021年1月17日閲覧。
2. ↑  『40周年を機に、イオンのブランド「トップバリュ」を刷新』（PDF）（プレスリリース）イオン、イオントップバリュ（2社連名）、2014年2月12日。2014年2月12日閲覧。
3. ↑  『2月9日、トップバリュから「本格欧風カレー」「本格インド風カレー」新発売』（PDF）（プレスリリース）イオン、イオンリテール、イオントップバリュ（3社連名）、2016年2月5日。2016年5月20日閲覧。
4. ↑  『11/15（火）トップバリュより“特定原材料7品目を使用しない食品”12種類発売』（PDF）（プレスリリース）イオン、イオントップバリュ、イオンリテール（3社連名）、2016年11月15日。2017年1月31日閲覧。
5. ↑  『3月22日（水）ミニストップ発のトップバリュ!「トップバリュ サンドイッチ」をグループ4,800店舗で発売』（PDF）（プレスリリース）イオン、ミニストップ、イオンリテール、イオントップバリュ（4社連名）、2017年3月9日。2017年4月29日閲覧。
6. ↑  『5/15 トップバリュ ビフィズスプレーンヨーグルト450g発売』（PDF）（プレスリリース）イオントップバリュ株式会社、2019年5月14日。2020年6月15日閲覧。
7. ↑  『健康や地球環境に配慮し、もっと植物由来の食生活を! 10月6日トップバリュ「Vegetive」シリーズ』（PDF）（プレスリリース）イオンリテール、イオントップバリュ（2社連名）、2020年9月30日。2023年1月23日閲覧。
8. ↑  『国内PB初!有効成分としてベンザルコニウム塩化物を配合し、消毒をしながら手肌の荒れをケアできる「トップバリュ 消毒ハンドジェル（指定医薬部外品）」新発売』（PDF）（プレスリリース）イオン、イオントップバリュ（2社連名）、2020年10月16日。2023年1月23日閲覧。
9. ↑  『おかげさまで販売数100万個突破!「トップバリュ セレクト ギリシャヨーグルト 脂肪ゼロ」』（PDF）（プレスリリース）イオン、イオントップバリュ（2社連名）、2015年4月8日。2015年4月10日閲覧。
10. ↑  『11月4日より新「トップバリュ セレクト」最大33品目順次発売』（PDF）（プレスリリース）イオン、イオントップバリュ（2社連名）、2015年11月2日。2016年1月22日閲覧。
11. ↑  『3/15｢トップバリュ ギリシャヨーグルト ココナッツ&パイン｣発売』（PDF）（プレスリリース）イオン、イオントップバリュ（2社連名）、2016年3月10日。2016年3月28日閲覧。[出典無効]
12. ↑  『「トップバリュ グリーンアイ 奄美うまれ生本まぐろ」発売!』（PDF）（プレスリリース）イオン、イオントップバリュ、イオンリテール（3社連名）、2015年6月4日。2015年6月6日閲覧。
13. ↑  『11/15“オーガニック”“ナチュラル”“フリーフロム”43品目本格展開開始』（PDF）（プレスリリース）イオン、イオントップバリュ、イオンリテール（3社連名）、2016年11月10日。2017年1月31日閲覧。
14. ↑  『3/21（火）“トップバリュ グリーンアイフリーフロム”シリーズ初! 肌にも環境にもやさしい「シャンプーや衣料用液体洗剤」合計14品目発売!』（PDF）（プレスリリース）イオン、イオントップバリュ、イオンリテール（3社連名）、2017年3月17日。2017年4月29日閲覧。
15. ↑  『「トップバリュ」から国際オーガニック認証取得のスキンケア化粧品誕生』（PDF）（プレスリリース）イオン、イオンリテール、イオントップバリュ（3社連名）、2018年8月16日。2020年6月15日閲覧。
16. ↑  『～イオンのオーガニック&ナチュラルブランド～『トップバリュ グリーンアイ』誕生30周年 これからもトップバリュはお客さまの声にお応えし続けます』（PDF）（プレスリリース）イオン、イオントップバリュ（2社連名）、2023年3月16日。2023年6月15日閲覧。
17. ↑  “イオンスタイル白山　HOME COORDY（ホームコーディ）”.  船場. 2022年3月21日閲覧。
18. ↑  “誕生1周年、新生活が始まるこの春にシリーズをさらに拡大 “暮らしにアクセント”イオンのホームファッション「ＨÓＭ ＣÓＯＲＤＹ」”.  イオン・イオンリテール・イオントップバリュ (2018年2月28日). 2022年3月21日閲覧。